# Anaxagorea petiolata
Anaxagorea petiolata é uma espécie de magnólia. Foi descrito pela primeira vez por Robert Elias Fries. Anaxagorea petiolata pertence ao gênero Anaxagorea, e família Annonaceae.
Este tipo de planta pode ser encontrado em:
- Guiana

Não há tipos listados como este.